# Тршћански залив
Тршћански залив (итал. Golfo di Trieste, словен. Tržaški zaliv) је залив у крајњем североисточном делу Јадранског мора који је добио име по граду Трсту који се налази на његовој обали.
Линија обале тршћанског залива почиње код полуострва уз Градо, пролази поред Трста, Копра, Изоле, Пирана и Порторожа, да би завршио на крају Савудријског залива код Пунте Салворе.
Укупна површина Тршћанског залива је око 550 km², док му просечна дубина износи око 16 m. Најдубље место је у близини Пирана, с око 37 метара.